# 23895 Akikonakamura
23895 Akikonakamura este un asteroid din centura principală de asteroizi.

## Descriere
23895 Akikonakamura este un asteroid din centura principală de asteroizi. A fost descoperit pe 17 septembrie 1998 la Stația Anderson Mesa în cadrul programului LONEOS. Asteroidul prezintă o orbită caracterizată de o semiaxă mare de 2,57 ua, o excentricitate de 0,17 și o înclinație de 8,3° în raport cu ecliptica.